# Жал
Жалостта е съчувствена скръб, предизвикана от страданието на другите, и се използва в сравним смисъл със състрадание, съболезнование или съпричастност – думата, произлизаща от латинското pietās (etymon – от благочестие). Изпитването на жал, насочена към себе си, е самосъжаляване.
Могат да се разграничат два различни вида жал, „благосклонна жал“ и „презрителна жал“, където чрез неискрена, унизителна употреба, жалта се използва за обозначаване на чувства на превъзходство, снизхождение или презрение.

## Психологически произход
Психолозите виждат произхода на жалостта, възникваща в ранното детство от способността на бебето да се идентифицира с другите.
Психоанализата вижда по-сложен път към (поне някои форми) жалост за възрастни чрез сублимацията на агресията – жалостта служи като вид магически жест, предназначен да покаже колко снизходително трябва да бъде третиран от собствената си съвест.